# Axrosenrot
Axrosenrot (Rhodiola semenovii) är en fetbladsväxtart som först beskrevs av Eduard August von Regel och Herd., och fick sitt nu gällande namn av Antonina Georgievna Borissova. Rhodiola semenovii ingår i släktet rosenrötter, och familjen fetbladsväxter. Inga underarter finns listade i Catalogue of Life.